# -gast
-gast ist ein Wortbestandteil in slawischen oder friesischen Ortsnamen und in Personennamen.

## Germanisch
Im 4. Jahrhundert trugen zwei römische Heermeister germanischer Herkunft die Namen Baudogast und Arbogast, Anagast im 5. Jahrhundert.
Die Bedeutung von -gast wird meist von gotisch gasts, althochdeutsch gast Fremder hergeleitet.

## Slawisch

### Personennamen
Im 6. Jahrhundert hießen Führer der protoslawischen Anten Kelagast und Peragast, ein frühslawischer Führer Ardagast. Die Namen könnten germanischer Herkunft sein, übernommen von den vorher dort herrschenden Goten.
Gostomysl (Goztomuizl) war ein Führer der Abodriten in Mecklenburg im 9. Jahrhundert.

### Ortsnamen
In den von den Westslawen besiedelten Gegenden Deutschlands, Tschechiens und Polens gibt es einige Ortsnamen mit der Endsilbe -gast.
- Audigast
- Badegast
- Dobergast
- Gadegast
- Gorgast
- Laubegast
- Liebegast
- Radegast
  - Radegast, Anhalt
  - Radegast, Landkreis Lüneburg
  - Radegast, Nordwestmecklenburg
  - Radegast, Landkreis Rostock
  - Radegast, Nordsachsen
  - Radegast (Radhošť), Berg in Mähren
  - Radegast, Ortsteil von Bratislava, Slowakei
  - Radegast (Radogoszcz), Ortsteil von Lodz, Polen
- Sallgast[2]
- Marktschorgast (Schorgast) in Oberfranken
- Tugast (Tuhošť), Burg und Berg in Böhmen
- Velgast bei Stralsund
- Wolgast
  - Wolgast, Vorpommern
  - Wolgast (Wołogoszcz), Woiwodschaft Lebus (ehemals Neumark), Polen

## Friesisch
In ostfriesischen Ortsnamen stammt -gast vom altfriesischen Wort gâst für Geest. Ortsbezeichnungen auf -gast oder besonders in eingedeutschten Namensformen auf -gaste bezeichnen ursprünglich meist auf höher gelegenen Geestrücken gelegene Gemarkungen oder Altäcker.
Beispiele:
- Holtgast
- Tergast
- Dangast
- Bingumgaste